# Tarakchiev Point
Der Tarakchiev Point (englisch; bulgarisch Таракчиев нос Taraktschiew nos) ist eine Landspitze an der Davis-Küste des Grahamlands auf der Antarktischen Halbinsel. Sie liegt 4,4 km südsüdwestlich des Kap Kater, 5 km nordöstlich des Wennersgaard Point und bildet den westlichen Ausläufer der Whittle-Halbinsel.
Die bulgarische Kommission für Antarktische Geographische Namen benannte sie 2009 nach dem bulgarischen Piloten Prodan Taraktschiew (1885–1957), der am 16. Oktober 1912 gemeinsam mit Radul Milkow (1883–1962) im Zuge der Balkankriege das erste Luftbombardement durchgeführt hatte.